# Dimocarpus longan
El longan, longuián, limoncillo chino u ojo de dragón (en chino tradicional, 龍眼; en chino simplificado, 龙眼; pinyin, lóngyǎn; Cantonés long-ngan; literalmente  "ojo de dragón"; thai ลำไย) es un árbol tropical perenne, nativo del sur de China. También se encuentra en Indonesia y sudeste de Asia. También llamado  guiyuan (桂圆) en chino, lengkeng en Indonesia, mata kucing en Malasia, y quả nhãn en Vietnam. Se le llama "ojo de dragón" porque su fruta se asemeja al globo ocular (cuando se pela el fruto se transparenta la semilla y parece como pupila e iris).

## Descripción
Es un árbol de tamaño mediano de hoja perenne que puede crecer hasta los 6 a 7 metros de altura. No deja de ser sensible a las heladas . Prefieren un suelo arenoso. Si bien la especie prefiere las temperaturas que normalmente no están por debajo de 4,5 °C (40 °F), puede soportar breve tiempo temperatura bajas de alrededor de -2 °C (28 °F).
Es un cultivo alternante, es decir la producción de sus frutos no es la misma todos los años, sino que un año da bien al siguiente no y así sucesivamente.

## Usos
La fruta (que realmente es un falso fruto, compuesto por una cobertura carnosa llamada arilo) es comestible, y a menudo usada en sopas, desayunos y otras aplicaciones en el este de Asia.
El longan y el lichi maduran en la misma época del año. Se usa en la cocina y como remedio herbario en la medicina china.

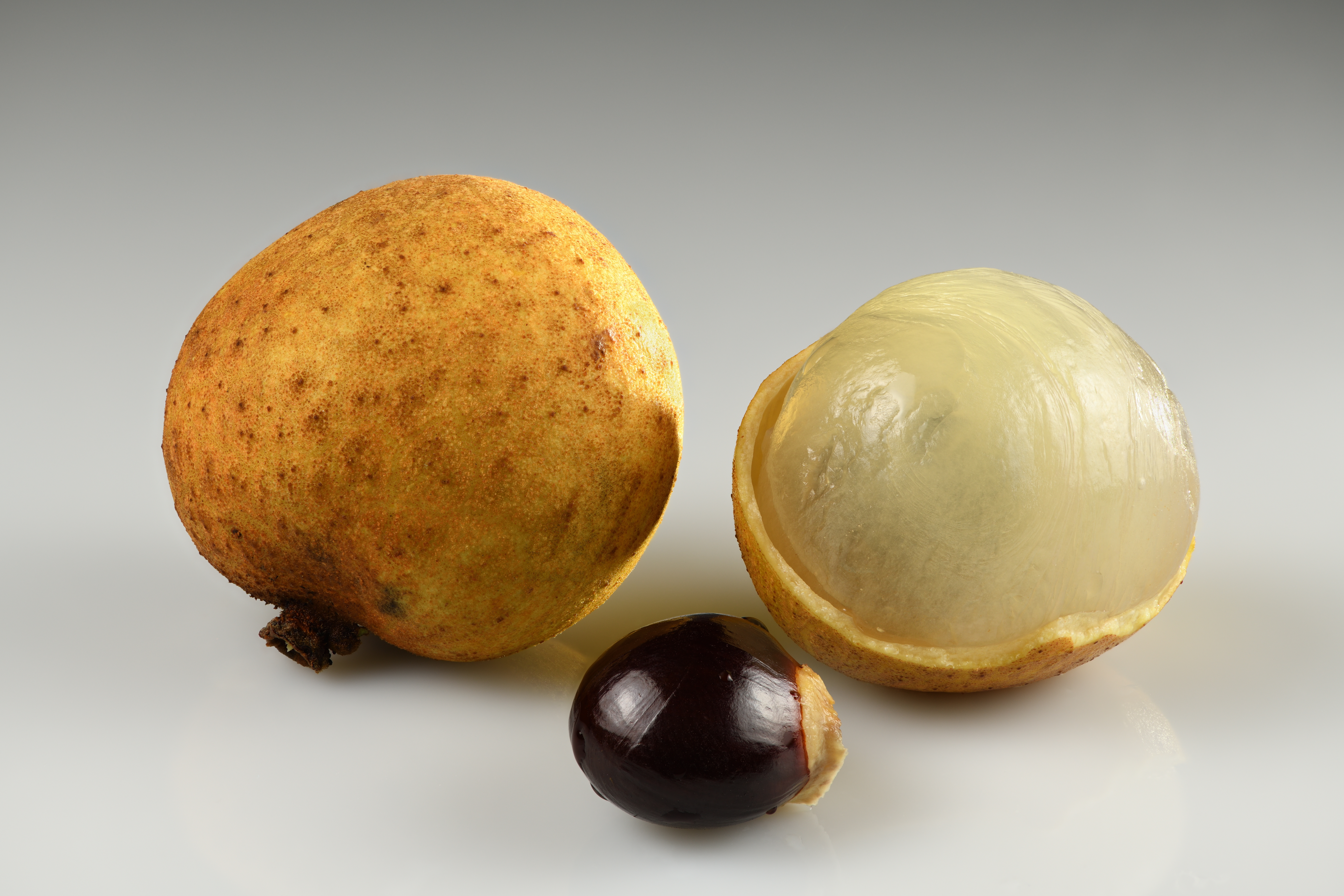
Fruto de Longan

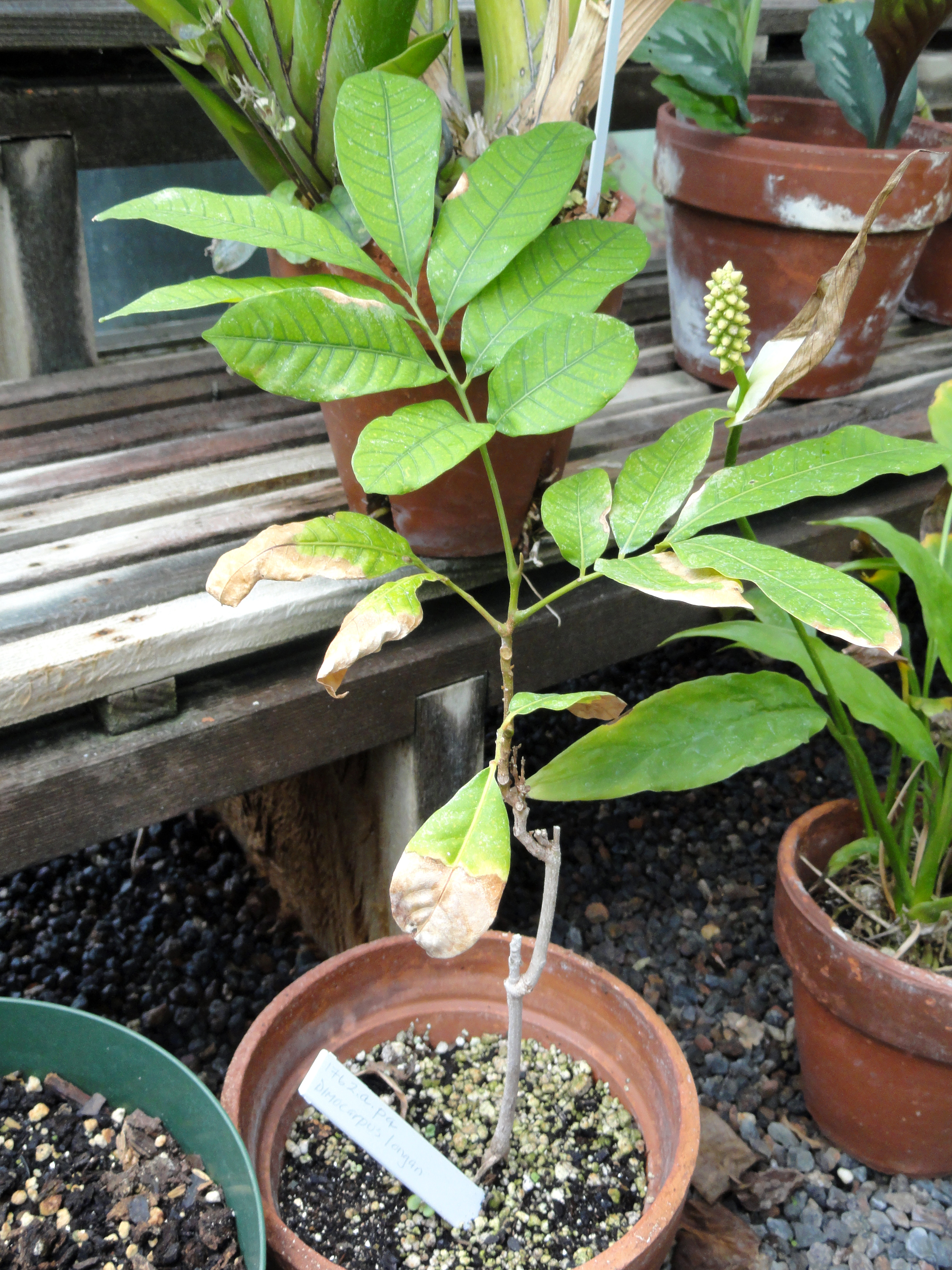
Vista de la planta

## Propiedades
En la Medicina tradicional china es usada para el corazón y bazo. Insomnio, palpitaciones, pérdida de memoria y mareos. No se debe usar si hay exceso de flema o humedad.

## Taxonomía
Dimocarpus longan fue descrita por João de Loureiro y publicado en Flora Cochinchinensis 1: 233–234, en el año 1790.
Sinonimia
| - Dimocarpus pupilla Moon - Dimocarpus undulatus Wight - Euphoria cinerea (Turcz.) Radlk. - Euphoria glabra Blume - Euphoria gracilis Radlk. - Euphoria leichhardtii Benth. - Euphoria leichhardtii var. hebepetala Benth. - Euphoria longan (Lour.) Steud. - Euphoria longana Lam. | - Euphoria malaiensis (Griff.) Radlk. - Euphoria microcarpa Radlk. - Euphoria nephelioides Radlk. - Euphoria undulata Wall. - Euphoria verruculosa Salisb. - Nephelium glabrum (Blume) Cambess. - Nephelium longan (Lour.) Hook. - Nephelium longana Cambess. |